# Tribunicia potestas
La Tribunicia potestas, concetto traducibile in italiano come "potestà tribunizia", era l'autorità di cui godevano i tribuni della plebe nell'Antica Roma. Durante l'età imperiale essa divenne, fin dai tempi di Augusto, uno degli elementi portanti dell'autorità imperiale in quanto garantiva il diritto di veto su qualsiasi decreto del Senato, il diritto di intercessio, l'immunità personale e la possibilità di comminare condanne capitali; il potere più importante era indiscutibilmente quello di far approvare norme aventi valore di legge. La sua attribuzione assegnava, dunque, al personaggio che la riceveva tutte le prerogative concesse ai tribuni della plebe, senza tuttavia l'investitura della carica.

## Dai tribuni della plebe agli imperatori
Originariamente collegata esclusivamente alla figura del tribuno della plebe, essa non era altro che l'insieme delle prerogative possedute dal detentore di tale carica.

A partire da Augusto essa fu prerogativa costante degli Imperatori e delle persone da essi designate come successori. Sebbene essa non sempre sia stata attribuita in concomitanza con l'ascesa al trono, il suo automatico rinnovo annuale (abitualmente indicato nelle iscrizioni) fornisce un modo abbastanza attendibile per contare gli anni di regno di ogni sovrano. Fino a Domiziano, la tribunicia potestas veniva rinnovata annualmente nell'anniversario della nomina ad imperatore (dies imperii), mentre da Nerva in poi ogni 10 dicembre, compreso l'anno nel quale si era ascesi al potere.

La tribunicia potestas veniva assunta dai soli Augusti, mentre dal periodo tetrarchico in poi essa divenne prerogativa anche dei Cesari. Un esempio in tal senso è ricavabile da un'iscrizione dedicata a Costantino I, databile al 318 nella quale, assieme ai numerosi titoli vittoriosi, si legge:
(CIL VIII, 8412 (p 1916))
L'iscrizione risulta realizzata nell'anno della sua quattordicesima attribuzione della tribunicia potestas, che tuttavia corrisponde all'anno della sua tredicesima acclamazione a imperatore (Costantino I era infatti salito al trono il 25 luglio del 306 con la dignità di Cesare).
Associata alla titolatura imperiale, la tribunicia potestas è attestata per l'ultima volta per i coreggenti Valentiniano I, Valente e Graziano in un'epigrafe del 369.

## Imperatori romani etribunicia potestas

### Alto Impero (27 a.C. - 284)
| Imperatore                    | regno                                          | tribunicia potestas                        |                         |
| Dinastia giulio-claudia       | Dinastia giulio-claudia                        | Dinastia giulio-claudia                    | Dinastia giulio-claudia |
| ----------------------------- | ---------------------------------------------- | ------------------------------------------ | ----------------------- |
| Augusto                       | dal 16 gennaio 27 a.C. al 19 agosto 14.        | dal 23 a.C. per XXXVII volte               |                         |
| Tiberio                       | dal 19 agosto 14 al 16 marzo 37.               | dal 26 giugno del 6 a.C. per XXXVIII volte |                         |
| Caligola                      | dal 18 marzo 37 al 24 gennaio 41.              | dal 18 marzo 37 per IV volte               |                         |
| Claudio                       | dal 24 gennaio 41 al 13 ottobre 54.            | dal 24 gennaio 41 per XIV volte            |                         |
| Nerone                        | dall'ottobre 54 all'11 giugno 68.              | dal 13 ottobre 54 per XIV volte            |                         |
| Anno dei quattro imperatori   |                                                |                                            |                         |
| Galba                         | dall'8 giugno 68 al 15 gennaio 69.             | dall'8 giugno 68 per I volta               |                         |
| Otone                         | dal 15 gennaio 69 al 16 aprile 69.             | dal 15 gennaio 69 per I volta              |                         |
| Vitellio                      | dal 2 gennaio 69 al 20 dicembre 69.            | dal 2 gennaio 69 per I volta               |                         |
| Dinastia flavia               |                                                |                                            |                         |
| Vespasiano                    | dal 1º luglio 69 al 24 giugno 79.              | dal 1º luglio 69 per X volte               |                         |
| Tito                          | dal 24 giugno 79 al 13 settembre 81.           | dal 1º luglio 71 per XI volte              |                         |
| Domiziano                     | dal 14 settembre 81 al 18 settembre 96.        | dal 14 settembre 81 per XVI volte          |                         |
| Dinastia degli Antonini       |                                                |                                            |                         |
| Nerva                         | dal 18 settembre 96 al 27 gennaio 98.          | dal 18 settembre 96 per III volte          |                         |
| Traiano                       | dal 27 gennaio 98 al 7 agosto 117.             | da ottobre 97 per XXI volte                |                         |
| Adriano                       | dall'11 agosto 117 al 10 luglio 138.           | dall'11 agosto 117 per XXII volte          |                         |
| Antonino Pio                  | dal 10 luglio 138 al 7 marzo 161.              | dal 10 luglio 138 per XXIV volte           |                         |
| Marco Aurelio                 | dal 7 marzo 161 al 17 marzo 180                | dal 1º dicembre 146 per XXXIV volte        |                         |
| Lucio Vero                    | dal 7 marzo 161 al marzo 169                   | dal 7 marzo 161 per IX volte               |                         |
| Commodo                       | dal tardo 176 al 31 dicembre 192.              | dal tardo 176 per XVIII volte              |                         |
| guerra civile                 |                                                |                                            |                         |
| Pertinace                     | dal 1º gennaio 193 al 28 marzo 193.            | dal 1º gennaio 193 per I volta             |                         |
| Didio Giuliano                | dal 28 marzo 193 al 1º giugno 193.             | dal 28 marzo 193 per I volta               |                         |
| Dinastia dei Severi           |                                                |                                            |                         |
| Settimio Severo               | dal 9 aprile 193, al 4 febbraio 211.           | dal 9 aprile 193 per XIX volte             |                         |
| Caracalla                     | dal 4 febbraio 211 all'8 aprile 217.           | dal 28 gennaio 198 per XX volte            |                         |
| Geta                          | dal 4 febbraio 211 al dicembre 211.            | dal 4 febbraio 211 per I volta             |                         |
| Macrino                       | dall'11 aprile 217 al 218.                     | dall'11 aprile 217 per II volte            |                         |
| Dinastia dei Severi (ripresa) |                                                |                                            |                         |
| Eliogabalo                    | dal 16 maggio 218 al 222.                      | dal 16 maggio 218 per V volte              |                         |
| Alessandro Severo             | dal 14 marzo 222 al marzo 235.                 | dal 14 marzo 222 per XV volte              |                         |
| La crisi del III secolo       |                                                |                                            |                         |
| Massimino Trace               | dal marzo 235 all'aprile 238                   | dal marzo 235 per IV volte                 |                         |
| Gordiano I                    | dai primi di gennaio alla fine di gennaio 238. | dai primi di gennaio 238 per I volta       |                         |
| Gordiano II                   | dai primi di gennaio alla fine di gennaio 238. | dai primi di gennaio 238 per I volta       |                         |
| Pupieno                       | da febbraio a maggio 238.                      | da febbraio 238 per I volta                |                         |
| Balbino                       | da febbraio a maggio 238.                      | da febbraio 238 per I volta                |                         |
| Gordiano III                  | da maggio 238 a febbraio 244.                  | da maggio 238 per VII volte                |                         |
| Filippo l'Arabo               | da febbraio 244 a settembre/ottobre 249.       | da febbraio 244 per VI volte               |                         |
| Decio                         | da settembre/ottobre 249 a giugno 251.         | da settembre/ottobre 249 per III volte     |                         |
| Treboniano Gallo              | dal giugno 251 al 253.                         | dal giugno 251 per III volte               |                         |
| Emiliano                      | da agosto ad ottobre del 253.                  | da agosto 253 per I volta                  |                         |
| Valeriano                     | da ottobre 253 a giugno 260.                   | da ottobre 253 per VIII volte              |                         |
| Gallieno                      | da ottobre 253 a settembre 268.                | da ottobre 253 per XVI volte               |                         |
| Claudio il Gotico             | da settembre 268 a agosto 270.                 | da settembre 268 per III volte             |                         |
| Quintillo                     | da agosto a settembre 270.                     | da agosto 270 per I volta                  |                         |
| Aureliano                     | da agosto 270 a settembre/ottobre 275.         | da agosto 270 per VI volte                 |                         |
| Tacito                        | da novembre 275 a luglio 276.                  | da novembre 275 per II volte               |                         |
| Floriano                      | da luglio a settembre 276.                     | da luglio 276 per I volta                  |                         |
| Probo                         | da luglio 276 a settembre 282.                 | da luglio 276 per VII volte                |                         |
| Caro                          | da settembre 282 ad agosto 283.                | da settembre 282 per II volte              |                         |
| Carino                        | da 283 a 285.                                  | da 283 per III volte                       |                         |
| Numeriano                     | da agosto a novembre 284.                      | da agosto 284 per I volta                  |                         |